# Parasosibia parva
Parasosibia parva är en insektsart som beskrevs av Ludwig Redtenbacher 1908. Parasosibia parva ingår i släktet Parasosibia och familjen Diapheromeridae. Inga underarter finns listade i Catalogue of Life.